# Trobar de Morte
Trobar de Morte és una banda catalana de música dark neofolk fundada i liderada per la cantant, compositora i multiinstrumentista Lady Morte. Habitualment és reconeguda com una de les bandes més representatives de l'escena musical pagan folk.

## Història
Trobar de Morte va ser creat el 1999 per Lady Morte com el seu projecte personal i de mica en mica es va anar ampliant la formació fins a convertir-se en grup. L'any 2003, va decidir centrar-se exclusivament en Trobar de Morte, després de deixar les seves altres bandes, Ordo Funebris i Dark and Beauty. Aquest va ser l'any del primer treball de la banda, un EP titulat Nocturnal Dance of the Dragonfly. El mateix any es va estrenar el seu primer àlbum, Fairydust. En els dos anys següents, el grup va fer els seus primers concerts a Espanya, incloent-hi l'aparició a l'Existence Festival a València on va compartir cartell amb bandes com Unheilig o My Own Gravity. El 2005, Trobar de Morte va tocar per primera vegada al festival alemany Wave Gotik Treffen, on repetiria fins a cinc ocasions més fins ara.
El segon àlbum del grup va ser estrenat el gener de 2006 i es va titular Reverie i va suposar la primera col·laboració amb la prestigiosa il·lustradora Victòria Francès. Després de la presentació del disc a Barcelona, la banda va ser convidada a realitzar dos concerts a Portugal, incloent-hi la seva participació al Medusa Festival 2006. Aquest mateix any, Trobar de Morte va tocar al festival Ethereal Fest que va tenir lloc a Molins de Rey, ciutat propera a Barcelona, on també van tocar grups com Der Blaue Reiter, Traumer Leben i Gae Bolg, i uns mesos després van telonejar a la llegendària banda americana Faith and the Muse.
L'any 2008, Trobar de Morte va publicar el seu tercer àlbum, Legends of Blood and Light, la portada del qual va ser dibuixada per l'il·lustrador Jean-Pascal Fournier. Aquest mateix any, el grup va alternar concerts a Espanya i Europa, incloent-hi la seva segona aparició en Wave Gotik Treffen. La primera aparició de la banda al festival alemany Festival-Mediaval va tenir lloc el 2009. També van tocar a Undead Dark Club a Barcelona, la propietària de la qual és la líder i cantant del grup, Lady Morte.
El quart àlbum del grup, Beyond the woods - The Acoustic Songs, va ser publicat el 2011, un dels anys més reeixits per a la banda a causa del seu augment de presència als escenaris europeus. Van tornar a tocar al festival alemany Wave Gotik Treffen, van tocar al costat de la banda Rosa Crux a Barcelona i van actuar al festival portuguès Entremuralhas, compartint cartell amb grups com Arcana, Diary of Dreams or Suicide Commando. A més, Trobar de Morte va telonejar la coneguda banda Faun en la seva gira europea, tocant a Munic, Erfurt, Utrecht, Bochum, Nurnberg, Dresden, Berlin, Hamburg, Magdeburg i Celle.
El 2012 es va llançar el cinquè àlbum de la banda, The Silver Wheel. Aquest any van tocar a Barcelona i Madrid com feien cada dos anys i van tornar al festival Wave Gotik Treffen a Leipzig. A més, van tocar per primera vegada a Romania al Ghost Festival. En els següents anys, la banda va fer concerts al seu país i va llançar un single en una edició limitada en vinil de set polzades amb la cançó Summoning the Gods, el vídeo del qual va aconseguir més de 3 milions de visites a Youtube.
L'any 2015 va ser marcat per la seva primera aparició al festival Castlefest als Països Baixos, mentre que l'any 2016 van tocar al Ragnard Rock Festival a França. Aquest mateix any es va publicar el sisè àlbum de la banda, Ouroboros, possiblement el seu treball més fosc fins a la data i que novament va comptar amb la impressionant portada de Victòria Francès. Alternant-ho amb les seves actuacions nacionals i internacionals, el grup va ser escollit per tocar al costat de l'Orquestra Celta de Barcelona, una reeixida col·laboració que es repetiria en el futur.
El 2017, Trobar de Morte es va unir a The Moon and the Nightspirit per donar una gira europea anomenada Into the Forest Tour que els va portar per Alemanya, França i Espanya. Aquest any, el grup va tocar als festivals Wave Gotik Treffen, Yggdrasil Medieval & Fantasy Pagan Festival a Itàlia, Festival Mediaval de Selb a Alemanya ia Iberian Warriors Festival a Saragossa, Espanya, entre altres actuacions.
El setè àlbum d'estudi es va llançar el 2018 i va ser titulat Witchcraft. L'any 2019, la banda va tocar en diversos esdeveniments com St Patrick Festival al costat de l'Orquestra Celta de Barcelona, els festivals Strigarium a Itàlia, Hörnerfest a Alemanya, Castlefest als Països Baixos, Looxwood Joust al Regne Unit, a més d'altres concerts a Erfurt, Alemanya, i a l'⁣Akelarre de la Vall d'Aran a Espanya. Aquell mateix any, la banda va tornar a telonejar els alemanys Faun a la seva gira per Espanya, tocant a Barcelona i Madrid, a més de ser convidats a l'edició d'hivern del festival Castlefest.
Durant la pandèmia de COVID-19, Trobar de Morte es va centrar a publicar el seu primer àlbum recopilatori anomenat 20 Years of Music & Sorcery, que contenia els seus grans èxits i una pista inèdita la primera maqueta de la banda, així com en el llançament el seu vuitè àlbum d'estudi, The Book of Shadows uns mesos després. Durant el confinament per la pandèmia de COVID-19, van publicar alguns vídeos, entre els quals s'inclou una versió de l'èxit de Scorpions Wind of Change.
El 2021, el grup va aparèixer a la portada de la famosa revista alemanya Sonic Seducer i va publicar el seu videoclip de major pressupost fins a la data, The Unquiet Grave, una adaptació d'una cançó tradicional anglesa. La banda va ser programada per tocar al Motocultor Festival a França, però les restriccions pel coronavirus van obligar els organitzadors a cancel·lar l'esdeveniment. Els únics concerts que van fer aquest any van ser a la Pagan Night a França i al restaurant espectacle de terror El Castell de les Tenebres, prop de Barcelona.
El 2022 va ser un altre gran any per a la banda a causa de la seva participació en els festivals Trolls et Légendes a Bèlgica, Wave Gotik Treffen, Schwarzer Herbst i Phantastischer Lichter Weihnachtsmarkt a Alemanya, a més de concerts en sales i esdeveniments a ciutats espanyoles i alemanyes. Trobar de Morte va ser convidat a acompanyar al grup In Extremo en el seu concert de 25 aniversari al teatre romà d'⁣Augusta Ràurica a Suïssa. Al setembre van estar tres setmanes de gira per Polònia, Alemanya i França al costat de la banda sueca Garmarna a l'anomenat The Fall 2022 Tour, al qual es va afegir la banda gal·la Wegferend per a les dates en ciutats franceses.

## Estil musical

### Música
Als seus inicis, Trobar de Morte va destacar per la seva sonoritat medieval, etèria i per la predominància de teclats. Al llarg dels anys es van anar introduint elements de la música celta i folk, alhora que augmentava el nombre d'instruments i músics a la banda. Els àlbums més recents han mostrat un camí cap a una música més ritualística, fosca i pagana. L'ús d'instruments com la viola de roda, gaites o els violins permeten a la banda navegar entre diferents estils, sempre conduïts per la suau veu de Lady Morte i unes harmonies calmades. El grup també ha mostrat influències de la música oriental i mesopotàmica a les seves composicions.
Lady Morte, cantant, compositora i líder del grup, ha declarat estar influïda en els seus inicis per bandes i cantants com Lisa Gerrard, Sopor Aeternus, Jethro Tull, Corvus Corax, Luar Na Lubre o Joni Mitchell. Ella mateixa ha descrit la música de Trobar de Morte com una “exaltació de la natura, paganisme i folk”.

### En directe

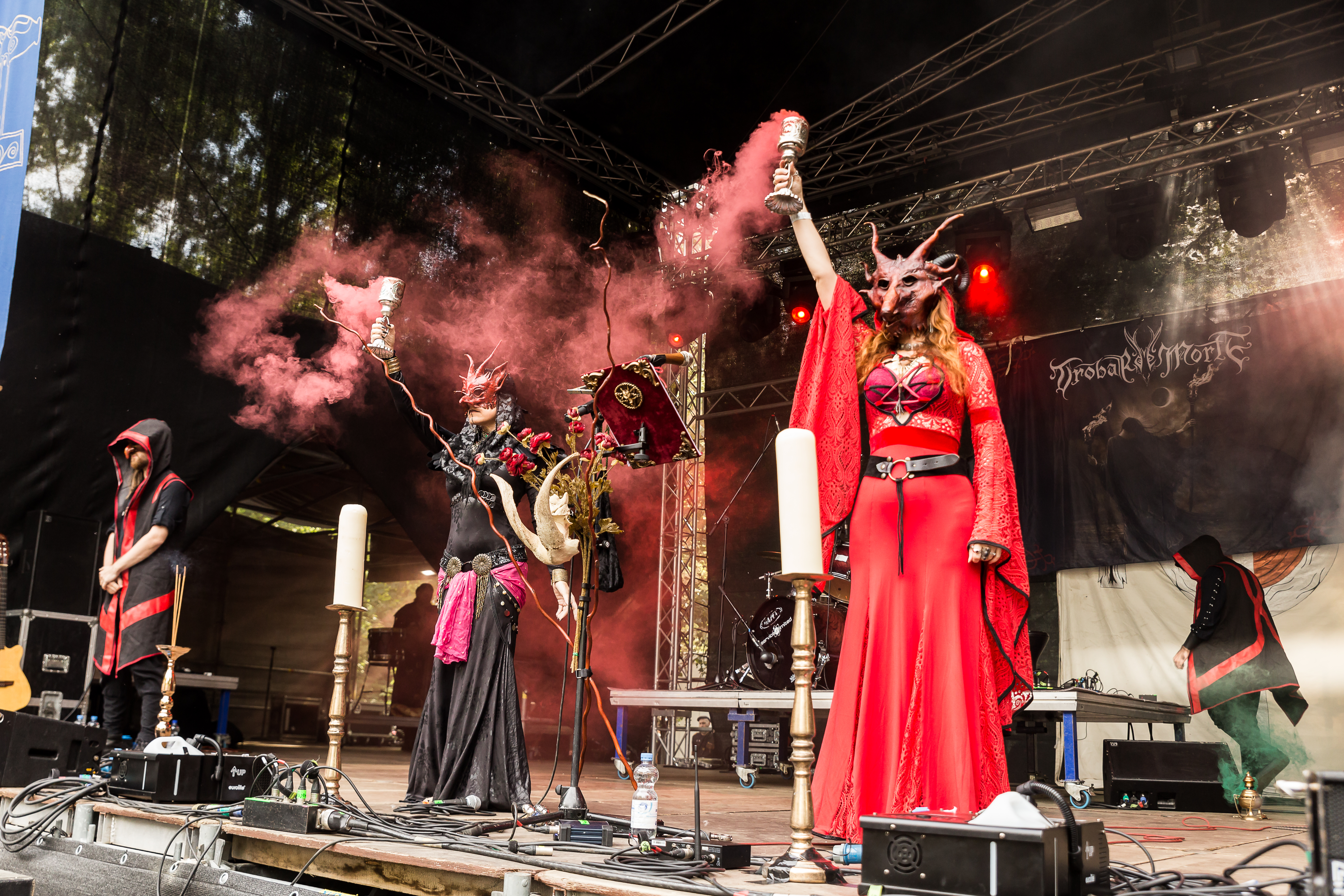
Posada en escena

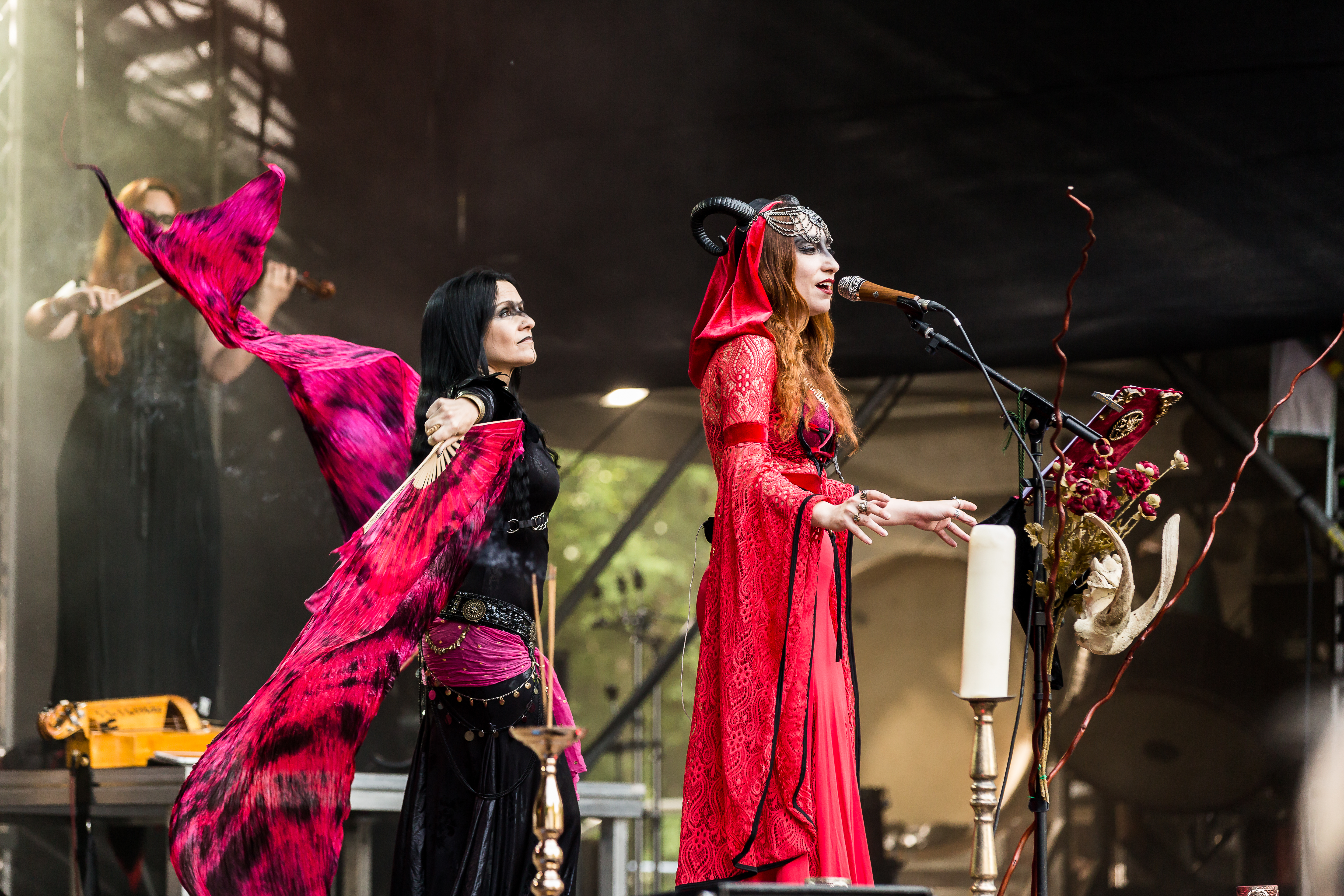
Amaru Sabat i Lady Morte

Els concerts de la banda es caracteritzen per les seves danses, rituals i interpretacions. Lady Morte és la front woman i veu principal del grup, a més de tocar la viola de roda, flautes, bouzouki i algunes percussions.
Diverses ballarines han acompanyat els concerts de la banda i han contribuït a augmentar l'apartat visual de les seves actuacions. Actualment, la ballarina oficial de Trobar de Morte és Amaru Sabat, que apareix en totes les actuacions duent a terme tots els rituals i balls al costat de Lady Morte a l'escenari, creant potents coreografies. La banda utilitza diversos elements d'⁣attrezzo a l'escenari com espases, calzes, màscares, fum de colors i altres efectes.

### Músics

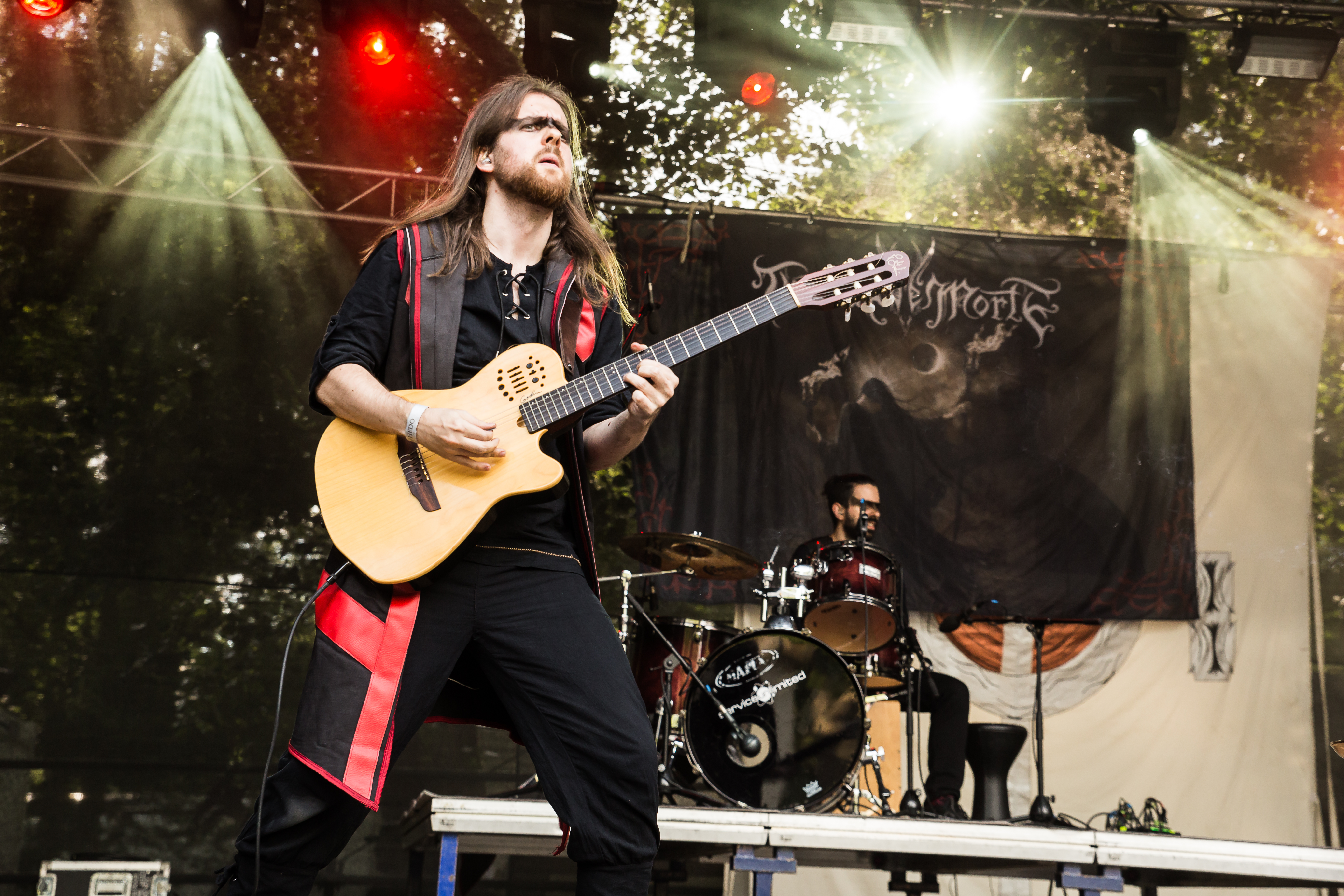
Ealaeth i Luka

Molts músics han tocat a Trobar de Morte al llarg dels anys, incloent-hi a Daimoniel, qui va ser la mà dreta de Lady Morte durant vuit anys i va escriure algunes de les cançons dels últims àlbums. El 2021 va abandonar la banda per motius personals. Actualment, la banda està integrada per talentosos i experimentats músics de Barcelona i Madrid.

### Lletres
Les lletres de Trobar de Morte tracten sobre mitologia nòrdica i cèltica, bruixeria i llegendes. És més, algunes de les lletres són pròpiament invocacions, segons declaracions de Lady Morte. L'idioma en què estan escrites és anglès, català, castellà i llatí. Algunes de les lletres estan escrites al revés, com es pot apreciar en cançons com Summoning the Gods de l'àlbum Ouroboros o en Sacrifice de l'àlbum The Book of Shadows.

## Membres
- Lady Morte: veu, viola de roda, bouzuki, flauta i composició
- Amaru Sabat: danses rituals
- Luka: percussió i bateria
- Ealaeth: guitarra acústica i guitarra espanyola
- Ondine: violí
- Máiréad: violí

## Membres anteriors
- Arianne: cors i percussió
- Awen: teclats
- Caleb: violí
- Cardenburg: violí
- Daimoniel: guitarra i bouzouki
- Fernando Cascales: guitarra, bouzouki i violí
- Lady Eodil: teclats en viu, percussió
- Lenna: guitarra
- Moonvic: guitarra
- Ormus: flautes i gaites
- Rorschach: percussió
- Sined Zullin: percussions orientals
- Taedium: percussió

## Discografia
| Any  | Títol                                 | Discogràfica | Format |
| ---- | ------------------------------------- | ------------ | ------ |
| 2004 | Nocturnal Dance of the Dragonfly      |              | EP     |
| 2004 | Fairydust                             |              | LP     |
| 2006 | Reverie                               |              | LP     |
| 2008 | Legends of Blood and Light            |              | LP     |
| 2011 | Beyond The Woods - The Acoustic Songs |              | LP     |
| 2012 | The Silver Wheel                      |              | LP     |
| 2016 | Ourobors                              |              | LP     |
| 2018 | Witchcraft                            |              | LP     |
| 2020 | 20 Years of Music & Sorcery           |              | LP     |
| 2020 | Book of Shadows                       |              | LP     |
| 2023 | Carp Noctem                           |              | LP     |